# Chef des Generalstabes oder Tod auf dem Schafott
„Chef des Generalstabes oder Tod auf dem Schafott“. Stationen im Leben des Henning von Tresckow ist ein Dokumentarbericht des DDR-Fernsehens von 1986. Die Regie führte Ulrich Teschner.

## Inhalt
Der Film handelt vom Wehrmachtsoffizier und Widerstandskämpfer des 20. Juli Henning von Tresckow. Es kommen Familienmitglieder, Freunde und ehemalige Kameraden Tresckows zu Wort. So wurde u. a. ein Gespräch mit dem Widerstandskämpfer Philipp Freiherr von Boeselager in der Bundesrepublik geführt.

## Aufführungen
Zum 43. Jahrestag des Attentats vom 20. Juli (1987) strahlte die ARD den Film aus.
2001 zeigte ihn die Gedenkstätte Deutscher Widerstand.

## Rezeption
Nach Martin Ahrends (Die Zeit) zeichne der Film „ein Heldenporträt, das in seiner Eindimensionalität keinen sehr nachhaltigen Eindruck hinterläßt“. Tresckow werde „eingemeindet in die Reihe DDR-offizieller antifaschistischer Widerstandskämpfer“. Trotz alledem habe er „einen herzlieben, einen versöhnlichen Ton“. Es werde versucht, „der eigenen Geschichte als deutscher Geschichte näher zu kommen“.